# جيفيرسون فيرنانديز ماسيدو
جيفيرسون فيرنانديز ماسيدو (بالبرتغالية: Jeferson Fernandes Macedo) (17 يوليو 1991 في البرازيل - ) هو لاعب كرة قدم برازيلي في مركز الهجوم. لعب مع نادي ديبورتيفو داس أيفيس وجي. دي. توريزينسي ‏ ونادي فاماليساو وS.C. Braga B ‏.

## روابط خارجية
- جيفيرسون فيرنانديز ماسيدو على موقع قاعدة بيانات كرة القدم.إي يو (الإنجليزية)
- جيفيرسون فيرنانديز ماسيدو على موقع Soccerway.com (الإنجليزية)
- جيفيرسون فيرنانديز ماسيدو على موقع AS.com (الإسبانية)